# Aランチ
『Aランチ』（エーランチ）は、2018年4月7日から琉球放送（RBCテレビ）で放送されている土曜日昼の情報・バラエティ番組。
本項目では、関連番組としてRBCiラジオで放送されている『Bランチ』についても記載する。
RBCテレビとRBCiラジオで唯一の『RBCランチ』シリーズ連動番組であるが、テレビとラジオの同時放送ではない。また、RBCテレビの60分以上の生放送情報バラエティ番組では唯一のレギュラー編成となっている。

## 概要
2009年4月11日から2018年3月31日に渡って放送されてきた『沖縄BON!』の後継番組としてスタートした。初代MCに糸数美樹とRBCアナウンサーの田久保諭とを起用。
その後、2021年4月改編のアナウンサーの担当番組配置異動で田久保が夕方のローカルワイドニュース『RBC NEWS Link』のキャスターを就任（後述）することになり降板、4月3日よりRBCアナウンサーの嘉大雅が2代目男性MCを担当するようになった。この際、同時間帯にRBCiラジオのレギュラー番組を持っていた『嘉大雅のサタデーマグネット』を終了することとなった（後継番組は『ナガハマヒロキの週刊リッスン』）。嘉アナは木・金曜日の『MUSIC SHOWER Plus+』（RBCiラジオの制作で2018年10月から放送中）と合わせて、RBCがレギュラーで放送するローカル番組で3昼続けてMCを務めている。
タイトルの由来である沖縄県の大衆食堂の定食メニュー「Aランチ」のように、沖縄県内を中心とした様々な気になる街の情報を特集と中継を織り交ぜながら、定食のようにひとまとめに展開する情報トークバラエティ番組となっている。なお、番組開始当初は90分近くの放送時間となっていたが、放送時間はたびたび変更されている（現在は60分弱）。

## 現在の出演者
MC
いずれも後述する『Bランチ』にも出演）
- 糸数美樹（ミキトニー）[1][3]

女性MC。
- 嘉大雅（RBCアナウンサー）[3]

2代目男性MC（2021年4月3日 - ）
コーナー・ロケ・中継出演
主な出演者を記載。
- 沖野綾亜（RBCアナウンサー）
- 魅川憲一郎[1]
- 護得久栄昇[1]
- ナガハマヒロキ（不定期・収録出演）
- ピーチキャッスル（不定期出演）
- 初恋クロマニヨン（不定期出演）

FECやよしもと沖縄所属芸人がゲストなどで出演することが多い。また、ナガハマは同時間帯でラジオ番組に出演のため収録となる。

## 過去の出演者
- 田久保諭（RBCアナウンサー）[1]

初代男性MC（番組開始 - 2021年3月27日）
- 仲村美涼（RBCアナウンサー）[1]

## コーナー
- 特集コーナー
- 護得久栄昇のうちなー漫遊記
- 沖野と魅川の生中継
- ナガハマヒロキのAチューバーやってみ隊

## Bランチ
『Bランチ』（ビーランチ）は、2022年4月2日から琉球放送（RBCiラジオ）で放送されているラジオ番組。『Aランチ』のラジオ版として放送されている。
パーソナリティは、『Aランチ』MCの嘉大雅と糸数美樹が担当している。

### 概要
元々は『ナガハマヒロキの週刊リッスン（以下：リッスン）』の1コーナーで、『Aランチ』を終えたばかりの嘉が、ラジオでもその番組の内容を振り返りながらトークを展開しようというものであった。前任番組だった『嘉大雅のサタデーマグネット』終了後も嘉がコーナーのみながら『リッスン』に出続けており、その後、番組内でもテレビとラジオの連動番組があってもいいのではということから、『Aランチ』で共演し過去にエフエム沖縄『ゴールデンアワー』のMCを担当した糸数にRBCの営業スタッフが声をかけ出演交渉に成功、2022年春の番組改編から独立しコーナー名をそのまま番組タイトルとして単独化した。その際、テレビとラジオの出演時間が被らないよう配慮し、『リッスン』の後の時間帯に設けることとなった。
『リッスン』のかつての1コーナーであった番組振り返りを踏襲するとともに、テレビでは放送できなかった裏話や追加情報の紹介に加え、新たにリスナーからのネタコーナーやメールによる『Aランチ』特集ワードに関連するテーマメッセージを織り交ぜながら番組は進行していく。radikoプレミアムで聴取している県外リスナーにおいて当番組でテレビの内容を紹介する唯一の番組としての役割も果たしている。

### コーナー
前述通り、『Aランチ』の特集ワードに関連するテーマメッセージを間に挟みながら下記のコーナーとともに進行する。
- ナマランチ

生放送のラジオで今（沖縄方言で「なま」と読む）実食するコーナー。Aランチの特集で紹介出来なかった気になるグルメを中心に糸数と嘉がスタジオで実際に食する。
- 元カレさんいらっしゃい！

自らを「（沖縄市）池武当（いけんとう）のブリトニー・スピアーズ」と称する「ミキトニー」こと糸数に、『我こそは糸数美樹の元カレである。』と名乗るリスナーが付き合った当時のエピソードを紹介する「妄想ネタ」コーナー。嘉がそのエピソードを読み上げるが全てが妄想ネタのため、読み終えた直後、糸数が間髪入れず『違います！』と即返答し、最後にラジオネームを紹介するのがお決まりとなっている。当然ながら本物の元カレからの投稿はない。糸数本人曰く「本当の元カレだったらコーナーは終わりです。」と語っている。妄想ネタに「糸数の口癖が悪い」イメージが強いことや「アメリカ留学」ネタ投稿が多く、それが出演者の笑いがあまりにも絶えないのか、コーナーが長引いて他のコーナーを短縮したり最悪休止したりすることもある。
- 素人タロット

糸数が「アリエス・ミキ」と名乗って、リスナーから寄せられた悩みをタロット占いで解決方法を導き出すコーナー。もちろん、本物のタロットカードを使用するので、アリエスが出されたカードを嘉が解説するが、アリエスも嘉も占いは素人なのでタロットの知識は当然ない。かつては前述の『元カレさん』のコーナーに押され放しで不定期でオンエアしていたが、現在は定期的にオンエアしている。
- たんたんメッセージ

誕生日メールが届いた場合に糸数が「たんたん誕生日」で歌いながら祝うコーナー。これは、過去に糸数がレギュラーを担当したエフエム沖縄の『ゴールデンアワー』で実際に放送されたコーナーを当番組で再開したことになる。
- 週末なにする?

リスナーからメールで送られた週末の予定を報告するコーナー。